# رولز-رویس ایگل ۱۶
رولز-رویس ایگل ۱۶ (به انگلیسی: Rolls-Royce Eagle XVI) یک موتور هواگرد ساختِ کارخانهٔ رولز-رویس لیمیتد در کشور بریتانیا است.